# 미추홀교통
미추홀교통 (彌鄒忽交通)은 인천광역시의 간선버스 업체로 사모펀드 '차파트너스자산운용'의 계열사이다. 본사는 인천광역시 중구 축항대로86번길 129, 제1동 (항동7가)에 위치하고 있다. 전기버스가 투입되어 있다.

## 연혁

### 미추홀교통 연혁
- 2023년 2월 23일: 사모펀드 '차파트너스'에 피인수. 미추홀교통 사명변경
- 2024년 3월 2일: 77번 시내버스 노선이 한정면허로 전환되어 신차량[1]으로 새로증차하여 운행하고 있다.

### 인천선진교통 연혁
- 2003년 3월 1일: 선진그룹이 제물포버스여객을 인수하여 인천광역시 서구 원창동 55-1에서 인천선진교통 설립.
- 2003년 3월 20일: 본사를 인천광역시 서구 석남동 223-46으로 이전.
- 2003년 7월 1일: 인천 서구 마전지구- 인천 귤현역으로 이어지는 76번 시내버스를 신설개통하였다.
- 2003년 12월 24일: 본사를 인천광역시 중구 항동7가 58-113으로 이전.
- 2006년 3월: 71번 시내버스(동양지구-박촌역-계산신도시-이마트)를 신설개통하였다.
- 2007년 7월: 선진여객 87번 시내버스 "동양지구-박촌역-계산신도시-이마트" 구간을 통합하여 71번 시내버스는 폐선되었다.
- 2007년 9월 1일: 영종운수로부터 78번 시내버스 "마전지구-검단4거리-원당,당하지구-계양장기지구-개화역-김포공항-송정역"를 인수받아 운행하였다.
- 2009년 3월 4일: 인천선진교통에서 인천제물포교통을 분사시켰다.
- 2009년 8월: 광역급행버스 M6405번 노선 신설 운행.
- 2010년 8월: 광역급행버스 M6405번 노선을 방계회사인 인강여객으로 노선 양도.
- 2015년 10월 12일 ~ 2016년 1월 31일: 파행운행으로 면허가 취소된 인천여객의 63번 시내버스를 공동배차 운행하였다.
- 2016년 7월 30일: 인천시내버스 개편으로 12번 버스와 12-1번 버스를 통폐합과 더불어 노선이 변경되었고, 76번도 노선변경이 되었다.
- 2019년: 본사를 현 위치인 인천광역시 중구 축항대로86번길로 이전.
- 2019년 11월 5일: 친환경 전기버스인 일렉시티를 출고하여 12번 시내버스노선에 10대의 전기저상버스 운행을 개시하였다.
- 2020년 3월 4일: 국토교통부에서 주관하는 광역급행버스 M버스 노선(M6450번)인 인천송도6,8공구 - EBS - 양재역 - 강남역 - 삼성역 노선에 낙찰되었으며 5월초 개통.
- 2020년 5월 26일: 국토교통부의 광역급행버스 M6450번 노선 개통.
- 2023년 1월 19일: M6450번 노선 신동아교통으로 양도.
- 2023년 2월: 사모펀드 '차파트너스'에 피인수.

### 제물포버스 연혁
- 1960년: 경기도 인천시 가좌동에 제물포버스여객 설립.
- 1981년 7월 1일: 경기도 인천시에서 인천직할시로 승격되어 인천시내버스로 면허 전환
- 1991년: 인천시 좌석버스를 개통하였으며, 공동배차로 운행하였다.
- 1996년 3월 19일: 인천시내버스 색상변경 차량[2]을 시범운행을 하였고 당시 2번[3]에 운행하였다.
- 1998년 9월: 보유했던 좌석버스를 강인여객에 매각하였고, 강인여객으로부터 버스 23대를 양도받아 증차[4]하였다.
- 1999년 9월: 경인여객의 폐업으로 11대의 시내버스를 받아 증차[5]하였고, 이 중 보유버스 6대의 현대자동차 버스를 부성여객에 양도[6]하였다.
- 2000년 3월 26일: 인천시내버스 1차 고정배차제 시행으로 12번, 13번, 21번, 24번, 30번, 32번, 39번등 7개 시내버스 노선을 배정 받았다.
- 2002년 4월: 39번 시내버스 노선을 폐선하였다.(박촌-계산신도시-계산고교-계산역-공촌정수장-서부공단-가좌동-경인여상-미주탕-십정동-백운역-부평역-부평구청역)
- 2002년 5월: 32번 시내버스 노선을 폐선하였다.(박촌-계산신도시-계양구청-효성동-갈산역-부평역-한국아파트-동수역-간석5거리-주안-제물포역-도원역-동인천역)
- 2002년 8월: 13번 시내버스 당시 "불로동-원당,당하지구-서구청-인천교-청운대학교-재능대학교-동산고등학교-제물포역-간석5거리-모래내시장-인천터미널-문학동-학익동-인하대학교 노선을 서해운수에 매각하였다.
- 2002년 12월: 21번 시내버스 당시 "소래-만수3지구-구월동-시청-주안-제물포역-동인천역 노선을 용현운수에 매각하였다.
- 2003년 2월: 12번, 24번, 30번 시내버스를 선진버스그룹에 매각하고 인천선진교통에 합병.

## 운행 노선

### 간선버스
- ● 12번[7]: 연안부두 - 전통게장길조 앞 - 국제여객터미널 - 풍물시장 - 라이프아파트 - 연안어시장 - 라이프쇼핑 - 인천종합수산물센터 - 수협중앙회 - 정기무역 - 남항부두 - 연안아파트 - 항운아파트 - 신선초등학교 - 조달청 - 출입국관리사무소 - 삼익아파트 - 중구노인복지회관 - 송도중학교 - 신포시장 - 동인천역 - 미림극장 - 배다리 3거리 - 삼익아파트 - 송림시장 - 재능대학교 - 송림고개 - 하늘꿈교회 - 인천교 3거리 - 인천의료원 - 동부제철 - 동아정밀 (일신동발 - 연안부두행: 영창테크노타운) - 성웅아파트 - 가좌농협 - 삼영아파트 - 쌍마아파트 - 거북시장 - 대은교회 - 씨티은행 - 성민병원 - 강남시장 - 신현치안센터 - 신현쇼핑 - 신현주공아파트 - 가정동 기동대 - 가정5거리 - 태화아파트 - 조광아파트 - 아니지고개 - 동오아파트 - 북인천여자중학교 - 새말4거리 - 효성4거리 - KEB하나은행 - 로얄금속 - 동국무역 - 동서식품 - 갈산역 - 한국GM - 부평구청역 - 부평구청 - 백마장 입구 - 부평시장역 - 부평시장 - 부평역 - 신일상호금고 - 부평시장로터리 - 부평시장 입구 - 부흥치안센터 - 부개고등학교 - 성일아파트 - 부개역 - 일신시장 - 일신동 행정복지센터 - 일신동
- ● 75번: 왕길동(기점) - 왕길고가 - 안동포사거리입구 - 완정사거리 - 보람프라자앞 - 도담공원.푸르지오더베뉴 - 인천지방법원북부지원입구 - 이음대로.대성베르힐 - 장기동 - 계양역 → 귤현역 → 귤현차량기지(안골공원)
- ● 76번: 마전 풍림 아이원 1차 아파트 - 마전지구 - 마전 풍림 아이원 2차 아파트 - 마전고등학교 - 대주파크빌 - 검단초등학교 - 해피하임 - 길훈아파트 - 동성아파트 - 검단2동 행정복지센터 - 월드메르디앙아파트 - 불로 E편안한세상 - 불로중학교 - 동아전기 - 김포교회 - 원당중학교(원당고등학교) - 금호어울림아파트 - 삼정프라자 - 당하마트 - 당하농원 - 독실동(효성전기) - 경문직업전문학교 - 갈현동 경로당 - 부대앞 - 원욱그린타운 - 장기동(계양초등학교) - 계양1동 행정복지센터 - 계양역 - 유진디스콤 - 귤현현대아이파크 - 계양 동부센트리빌1단지 - 계양 동부센트리빌2단지 - 동양GS자이 - 동양도서관 - 당미마을 - 당산초등학교 - 동양주공 1,2단지 - 하우스토리 - 한화꿈에그린 아파트 - 박촌역 - 청소년수련관(어린이과학관) - 병방시장 - 임학역 - 임학4거리 - 안산초등학교 - 계양도서관 - 계산역 - 계산동 수협 - 계산삼거리(신도브레뉴) - 경인교대입구역 - 계양구의회 - 작전역(종점)

- ● 77번[8]: 마전지구버스차고지 - 마전풍림 1차아이원 아파트 - 마전지구 1단지 - 마전풍림2차 아파트 - 마전지구 대원아파트 - 마전고등학교 - 대주파크빌 - 검단초등학교 - 길훈아파트 - 동성아파트 - 불로대곡동행정복지센터 - 월드아파트 - 불로E편한세상 - 불로중학교 - 동아전기 - 창신초등학교 - 보스턴힐 - 원당사거리(검단선사박물관) - 서구영어마을 - 아라노을공원(한신더휴 아파트) - 유승한내들에듀파크 - 해든초등학교 - 이음1로(예미지시그너스) - 검단대성베르힐 - 이음대로(대성베르힐) - 검단로지스틱스파크 - 드림로갈산교 - 갈현경로당 - 부대앞 - 인혜학교후문 - 장기동 - 계양1동 주민자치센터 - 다남식당 - 계양역 - 계양중학교 - 귤현역[9]

(배차간격 : 28~36분, 4대운행)

## 과거 보유 노선

### 간선버스
- ● 12-1번: 일신동 61사단 후문 - 금마초등학교 - 61사단(장애인복지회관) - 일신동주민센터 - 일신시장 - 부개역 - 부개성일아파트(부개도서관) - 부개치안센터 - 부흥초등학교 - 부평시장 입구 - 진선미예식장 - 부평역 - 부평시장 - 부평시장역 - 부평우체국 - 백마장 입구 - 부평구청 - 부평구청역(반환시: 북부도서관 - 광장주유소 - 부평중학교 - 부평구보건소 - 부평시장 - 부평역 - 신일상호신용금고 - 부평시장 - 부평시장 입구 - 부개치안센터 " 이후 동일 ") (2009년 1월 30일 ~ 2016년 7월 30일까지 운행후 12번과 통폐합.)
- ● 24번: 연안부두 - 전통게장길조 앞 - 국제여객터미널 - 연안여객터미널 - 라이프쇼핑 - 연안부두 어시장 - 정기무역 - 남항부두 - 연안아파트 - 신선초등학교 - 조달청 비축기지 - 출입국 관리사무소 - 삼익아파트 - 경남아너스빌 아파트 - 삼성래미안 아파트 - 제2국제여객 터미널 - 인천여자상업고등학교 - 신포시장 - 동인천역 - 화평철교 - 동인천역 북광장(계산역 발 - 연안부두 행: 동인천역 북광장 미경유)- 송현시장 - 솔빛마을 아파트 - 솔빛마을 주공아파트 - 동국제강 - 현대제철(계산역 발 - 연안부두 행: 동부시장 - 송현아파트 - 솔빛마을 주공아파트) - 서흥초등학교 - 동부시장 - 송림시장 - 재능대학교 - 송림고개 - 서화초등학교 - 인천교3거리 - 인천의료원 - 동부제철 - 코스모화학 - 가재울4거리 - 가좌고등학교 - 가림고등학교 - 가좌 진주아파트 - 가좌 현대아파트 - 새사미아파트 - 명신여자고등학교 - 삼보아파트 - 산곡중학교 - 보각사 입구 - 산곡여자중학교 - 운화교회 - 인평자동차정보고등학교 - 화랑교회 - 협성양로원 - 부평서중학교 - 현대아파트 - 2001아울렛 부평점 - 부원중학교 - 부평역 - 진선미예식장 - 부평시장 - 부흥5거리 - 나누리병원 - 부평고등학교 - 굴포천역 - 부평농협 - 신트리공원 - 태화아파트 - 두산아파트 - 갈산주공 1단지 아파트 - 삼산4거리 - 부평순복음교회 - 광명아파트 - 작동초등학교 - 현대아파트 - 서운교 - 서운동 - 한진아파트 - 이마트(계산점) - 동보아파트 - 계산공업고등학교 - 태평아파트 - 은행마을 - 초정마을 - 계양경찰서 - 롯데마트계양점 - 안산초등학교 - 계산역(반환시: 한국아파트 - 삼천리1차 아파트 - 삼천리3차 아파트 - 작전초등학교 - 코오롱아파트 - 작전초등학교 - 화전초등학교 - 작전풍림아파트) (2004년 1월 원진운수에 매각되었으나 2006년 11월 부일운수에 매각되었다. 24번은 현재 해성운수/24-1번은 세운교통에서 각각 분할 운행중.)
- ● 71번: 동양 GS자이 - 동양도서관 - 당미마을 - 당산초등학교 - 동양주공 1,2단지 - 동양지구 입구 - 하우스토리 - 박촌풍림아파트 - 박촌역 - 어린이과학관(청소년수련관) - 병방초등학교 - 임학역 - 롯데마트 계양점 - 계양경찰서 - 계양구청 - 태산아파트 - 계산공업고등학교 - 까치공원(작전도서관) - 이마트 작전점(종점)(2007년 7월 선진여객에 매각후 87번과 통합하여 폐선됨.)

### 국토교통부의 광역급행버스
- ● M6405번: 웰카운티 (지식정보단지역) - 센트럴파크역 - 해양경비안전본부 - 금호아파트 - 동막역 - 문학터널 통과 - 제2경인고속도로 - 서울외곽순환고속도로 - 학의 분기점 - 과천봉담도시고속화도로 - 선바위역 - 과천우면산도시고속화도로 - 우면산터널 - 예술의전당 - 서초역 - 교대역 - 강남역(반환시: 우성아파트 - 양재역 - 양재시민의숲역 - 양재 나들목 - 이하 역순) (이 노선은 인강여객으로 매각하였다.)
- ● M6450번: 송도e편한세상 아파트 정문 ↔ 랜드마크시티센트럴더샵203동 ↔ 송도 센트럴공원 ↔ 인천대입구역·롯데몰 ↔ 송도 더샵센트럴시티·글로벌캠퍼스푸르지오 아파트 ↔ 캠퍼스타운역 ↔ 시민의숲·양재 꽃시장 ↔ 양재역 ↔ 우성 아파트 ↔ 강남역 ↔ 선릉역 ↔ 한국무역센터·삼성역 (이 노선은 신동아교통으로 양도.)

## 보유 차량

#### 현대자동차
- 현대 그린시티
- 현대 뉴 슈퍼 에어로시티
- 현대 일렉시티
- 현대 일렉시티FCEV

## 갤러리

인천시내버스 12-1번(폐선)
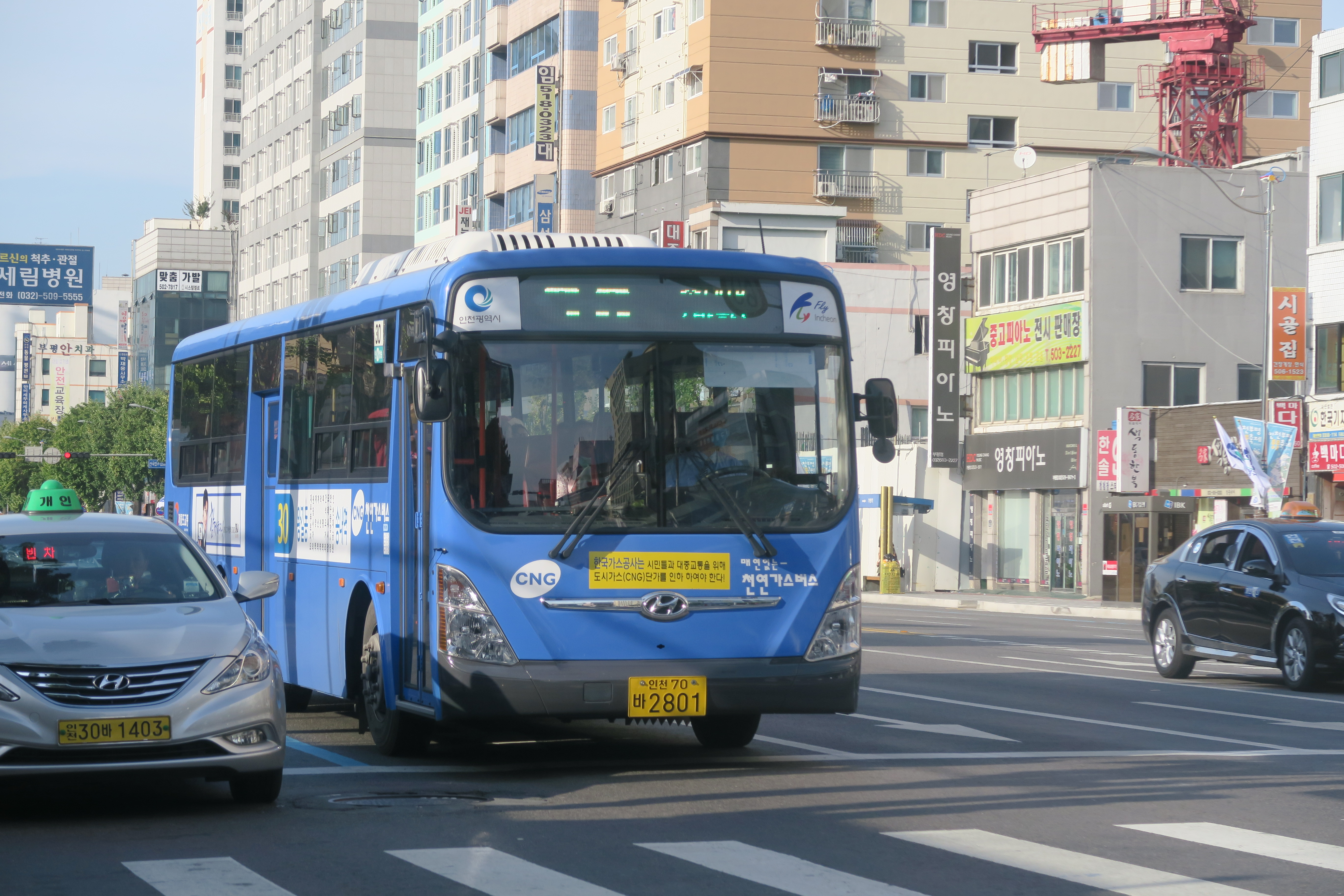
12번